# Línea E (subte de Buenos Aires)
La línea E es una de las seis líneas del subte de Buenos Aires. Su recorrido va desde la estación Retiro hasta la estación Plaza de los Virreyes- Eva Perón en el barrio de Flores. Fue inaugurada el 20 de junio de 1944, fue la quinta línea de la red y la primera en hacerlo al sur de la avenida Rivadavia en la parte menos próspera. Discurre bajo las avenidas Leandro N. Alem, Diagonal Sur, San Juan, Directorio, y la autopista 25 de Mayo. Cuenta con una extensión de 11,9 km y un total de 18 estaciones. Transporta 104 000 pasajeros por día hábil. Utiliza, al igual que las líneas A, C, D y H, captación de la energía eléctrica exclusivamente por catenaria aérea. Es la única línea que combina con todas las otras líneas de la red, inclusive el Premetro.
Esta línea empezaba originalmente en Constitución y terminaba en General Urquiza.

## Historia
|                                       | Bolívar          |
|                                       | Belgrano         |
|                                       | Independencia    |
|                                       | San José         |
|                                       | Entre Ríos       |
|                                       | Pichincha        |
|                                       | Jujuy            |
|                                       | General Urquiza  |
|                                       | Boedo            |
|                                       | Avenida La Plata |
| Color de los frisos entre 1944 y 1966 |                  |

1938-1960: Constitución – Boedo
La construcción de la línea comenzó en 1938 por la empresa española CHADOPyF (Compañía Hispano Argentina de Obras Públicas y Finanzas) y su primer tramo fue inaugurado el 20 de junio de 1944, con el trayecto Constitución – General Urquiza de 3,08 km y seis estaciones. El 16 de diciembre, fue extendida hasta la estación Boedo, la cual fue finalizada el 9 de julio de 1960.
Al principio, unía Plaza Constitución, cabecera del Ferrocarril Roca, con el barrio de Boedo y la avenida homónima.
1960-1973: Bolívar – José María Moreno.
En 1957 comenzaron las obras para extender la línea y reorientarla hacia el microcentro. Con el cambio de traza la línea ya no pasaría por Constitución y se debía construir una nueva estación San José. Esto fue necesario para captar más pasajeros y lograr una mayor conexión entre las líneas de la red –ya que los usuarios de la E podrían combinar con las líneas A y D además de la C–. El 24 de abril de 1966, el  presidente Arturo Illia inauguró la extensión a Bolívar. El mismo día, la línea fue extendida al oeste hasta Avenida La Plata. Con la nueva traza, las estaciones Constitución y San José –original– fueron desactivadas para el servicio de pasajeros y fueron convertidas en talleres. El 23 de junio de 1973, la línea fue prolongada una vez más hacia el oeste, llegando a la estación José María Moreno. Estas prolongaciones permitieron a la línea alcanzar una extensión de 6,52 km y once estaciones, conectando el microcentro porteño en cercanías de la plaza de Mayo con el límite entre los barrios de Caballito y Parque Chacabuco.
Década de 1980: prolongación hasta Plaza de los Virreyes.
En 1980 comenzó la construcción para que la línea alcanzara su cabecera planeada en Plaza de los Virreyes. La extensión iría desde la estación José María Moreno por debajo de las avenidas Directorio y Eva Perón hasta el parque Chacabuco y desde allí bajo la autopista 25 de Mayo. El 7 y el 31 de octubre de 1985 se inauguraron las estaciones Emilio Mitre y Varela respectivamente. El 27 de noviembre del mismo año se habilitó Medalla Milagrosa –ubicada entre las estaciones anteriores–.  Finalmente, el 8 de mayo de 1986 se inauguró la estación Plaza de los Virreyes. Con esta prolongación la línea alcanzó la longitud de 9,78 km y quince estaciones.
2007-2019: Déficit en el servicio y extensión a Retiro.
Desde 2007 comenzó a construir la extensión de la línea desde Bolívar, por debajo de la avenida Leandro N. Alem, hasta el barrio de Retiro en cercanía de la cabecera de las líneas ferroviarias Mitre, Belgrano Norte y San Martín. Comprendió la realización de tres estaciones: Correo Central, que permite la combinación con la línea B, Catalinas y Retiro, en donde combina con la línea C.
La obra, encargada a Metrovías como parte de su contrato de concesión en 1994, pasó a la órbita del Gobierno Nacional cuando re negociaron los contratos de transporte luego de la crisis argentina de 2001. En 2006, la Secretaría de Obras Públicas de la Nación llamó a licitación y fue adjudicada al Grupo Roggio, propietario de Metrovías. Si bien la obra civil de túneles y estaciones estaba finalizada desde 2015, numerosas obras complementarias indispensables para la prestación del servicio están en ejecución. Entre ellas, la instalación de nueve ascensores y 24 escaleras mecánicas, algunas de las cuales ya están operativas. En abril de 2017, Subterráneos de Buenos Aires (SBASE) anunció la inauguración de la extensión de la línea para el primer trimestre de 2019, las estaciones fueron inauguradas en junio.
Es la línea menos usada de toda la red, tiene la mayor cantidad de quejas en relación con la calidad de viaje y cuenta con una muy pobre frecuencia entre trenes. Además, se producen demoras constantes debido a la falta de material rodante.

## Recorrido
La línea E comunica los barrios de Retiro, San Nicolás, Monserrat, Constitución, San Cristóbal, Boedo, Caballito, Parque Chacabuco y Flores (comunas 1, 3, 5, 6 y 7), por debajo de las avenidas Leandro N. Alem, Diagonal Sur, 9 de Julio, San Juan, Directorio, Eva Perón y la autopista 25 de Mayo.
Conecta con:
- Línea C en la estación Retiro.
- Línea B en la estación Correo Central.
- Líneas A y D en la estación Bolívar.
- Línea C y metrobús en la estación Independencia.
- Línea H en la estación Jujuy.
- Premetro en la estación Plaza de los Virreyes

## Estaciones
| Estación              | Inauguración            | Ubicación                                    | Barrio                              | Comb.             | Estación                |
| --------------------- | ----------------------- | -------------------------------------------- | ----------------------------------- | ----------------- | ----------------------- |
| Retiro                | 3 de junio de 2019      | Avenida Ramos Mejía y avenida del Libertador | Retiro                              | Línea C           | Terminal de combinación |
| Catalinas             | 3 de junio de 2019      | Avenida Leandro N. Alem y Paraguay           | Retiro                              |                   | De paso                 |
| Correo Central        | 3 de junio de 2019      | Avenida Leandro N. Alem y avenida Corrientes | San Nicolás                         | Línea B           | De combinación          |
| Bolívar               | 24 de abril de 1966     | Avenida Presidente Julio Argentino Roca 501  | Monserrat                           | Línea A · Línea D | De combinación          |
| Belgrano              | 24 de abril de 1966     | Avenida Belgrano 800                         | Monserrat                           |                   | De paso                 |
| Independencia         | 24 de abril de 1966     | Bernardo de Irigoyen 700                     | Constitución y Monserrat            | Línea C           | De combinación          |
| San José              | 24 de abril de 1966     | Avenida San Juan 1300                        | Constitución                        |                   | De paso                 |
| Entre Ríos            | 20 de junio de 1944     | Avenida Entre Ríos 1100                      | San Cristóbal y Constitución        |                   | De paso                 |
| Pichincha             | 20 de junio de 1944     | Avenida San Juan 2200                        | San Cristóbal                       |                   | De paso                 |
| Jujuy                 | 20 de junio de 1944     | Avenida San Juan 2700                        | San Cristóbal                       | Línea H           | De combinación          |
| General Urquiza       | 20 de junio de 1944     | Avenida San Juan 3100                        | San Cristóbal                       |                   | De paso                 |
| Boedo                 | 9 de julio de 1960      | Avenida San Juan 3500                        | Boedo                               |                   | De paso                 |
| Avenida La Plata      | 24 de abril de 1966     | Avenida Directorio 1                         | Boedo, Caballito y Parque Chacabuco |                   | De paso                 |
| José María Moreno     | 23 de julio de 1973     | Avenida Directorio 400                       | Caballito y Parque Chacabuco        |                   | De paso                 |
| Emilio Mitre          | 7 de octubre de 1985    | Emilio Mitre 700                             | Parque Chacabuco                    |                   | De paso                 |
| Medalla Milagrosa     | 27 de noviembre de 1985 | Pumacahua 900                                | Parque Chacabuco                    |                   | De paso                 |
| Varela                | 31 de octubre de 1985   | Avenida Varela 900                           | Flores                              |                   | De paso                 |
| Plaza de los Virreyes | 8 de mayo de 1986       | Avenida Lafuente 1000                        | Flores                              | Línea P           | Terminal de combinación |

## Material rodante

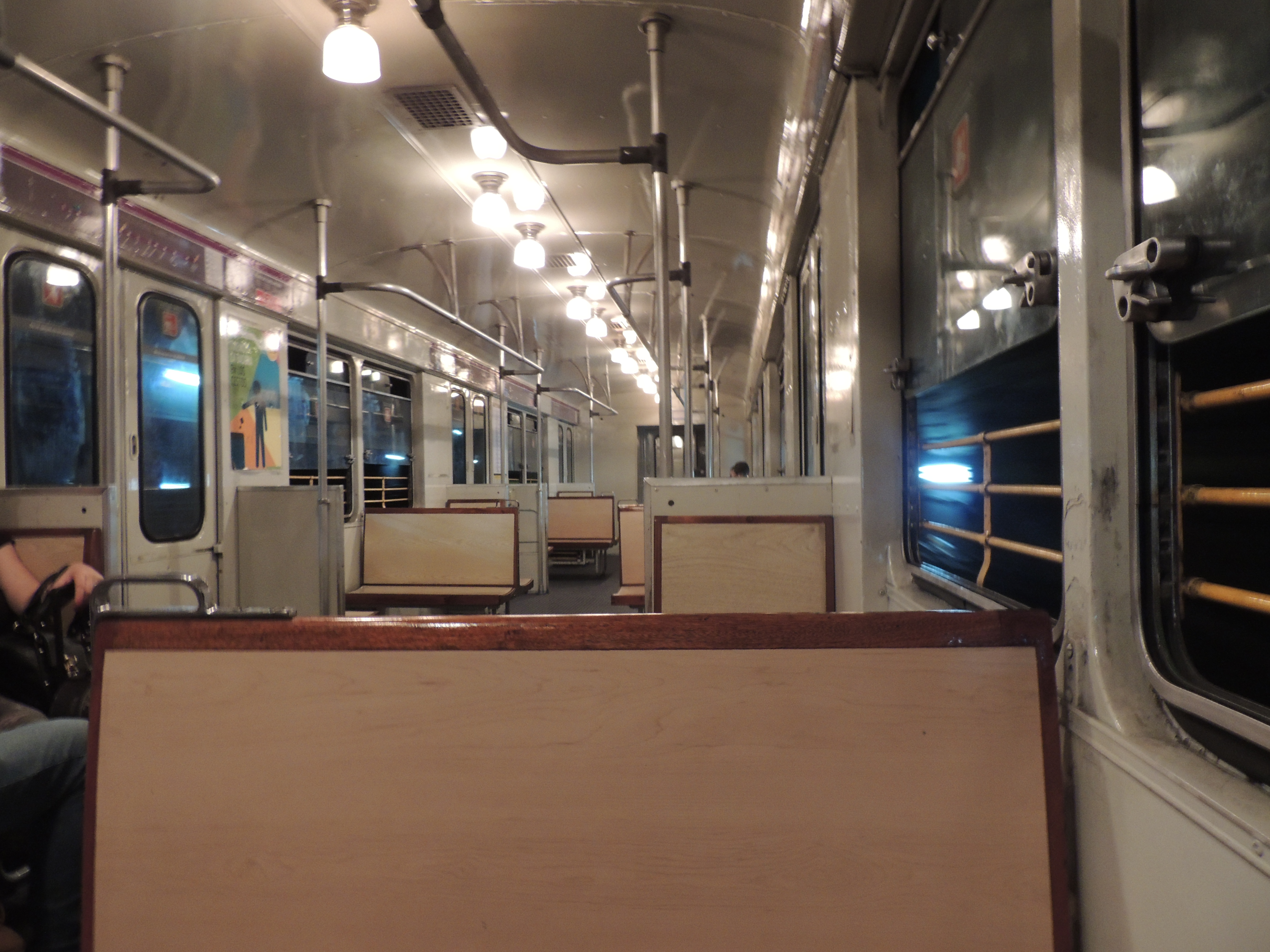
Interior de un coche CAF-General Eléctrica Española.

Al momento de su inauguración, la Línea E utilizaba los mismos coches Orenstein & Koppel - Siemens que se habían adquirido para la Línea C. Para al momento de apertura de la extensión a la estación Bolívar, en abril de 1966, el material rodante cambio por los coches CAF-General Eléctrica Española Serie 0-100, estos coches fueron enviados por España como cancelación de parte de la deuda que la nación ibérica sostenía con Argentina.
En junio de 1980 empezaron a operar los coches Materfer-Siemens como primeros coches de un intento de estandarización de material rodante, enviando a los CAF-GEE a la línea D, sin embargo, tiempo después ambas líneas intercambiaron nuevamente su material, quedándose los coches españoles en la E hasta el final de sus días. El 8 de mayo de 2017 se decidió retornar dos formaciones Materfer-Siemens ante las constantes fallas de los coches españoles. Para 2019, el total de formaciones Materfer ya había sido confinada a la E, provenientes de las líneas A y D reemplazando paulatinamente a los CAF-GEE, quienes además de sus constantes fallas, presentaban componentes con el material cancerígeno asbesto. En octubre de 2019, se incorporaron dos formaciones Alstom Metrópolis serie 100, provenientes de la Línea D y 4 fueron enviadas a regulación con el fin de también enviarlas a la línea E, de las cuales dos entraron en servicio en 2021 para reemplazar definitivamente a los coches españoles.

## Situación actual
La Línea E se encuentra en un estado sostenido de falta de mantenimiento e inversión en general. Con cinco formaciones Alstom serie 100 provenientes de la línea D, cuatro de ellos con aire acondicionado. y otras 15 Fiat-Materfer (provenientes de las líneas A y D, mencionados en la sección anterior) que tienen de 31 a 39 años de uso, posee reiteradas demoras en su frecuencia a causa de la falta de unidades y los problemas técnicos que presentan las existentes.

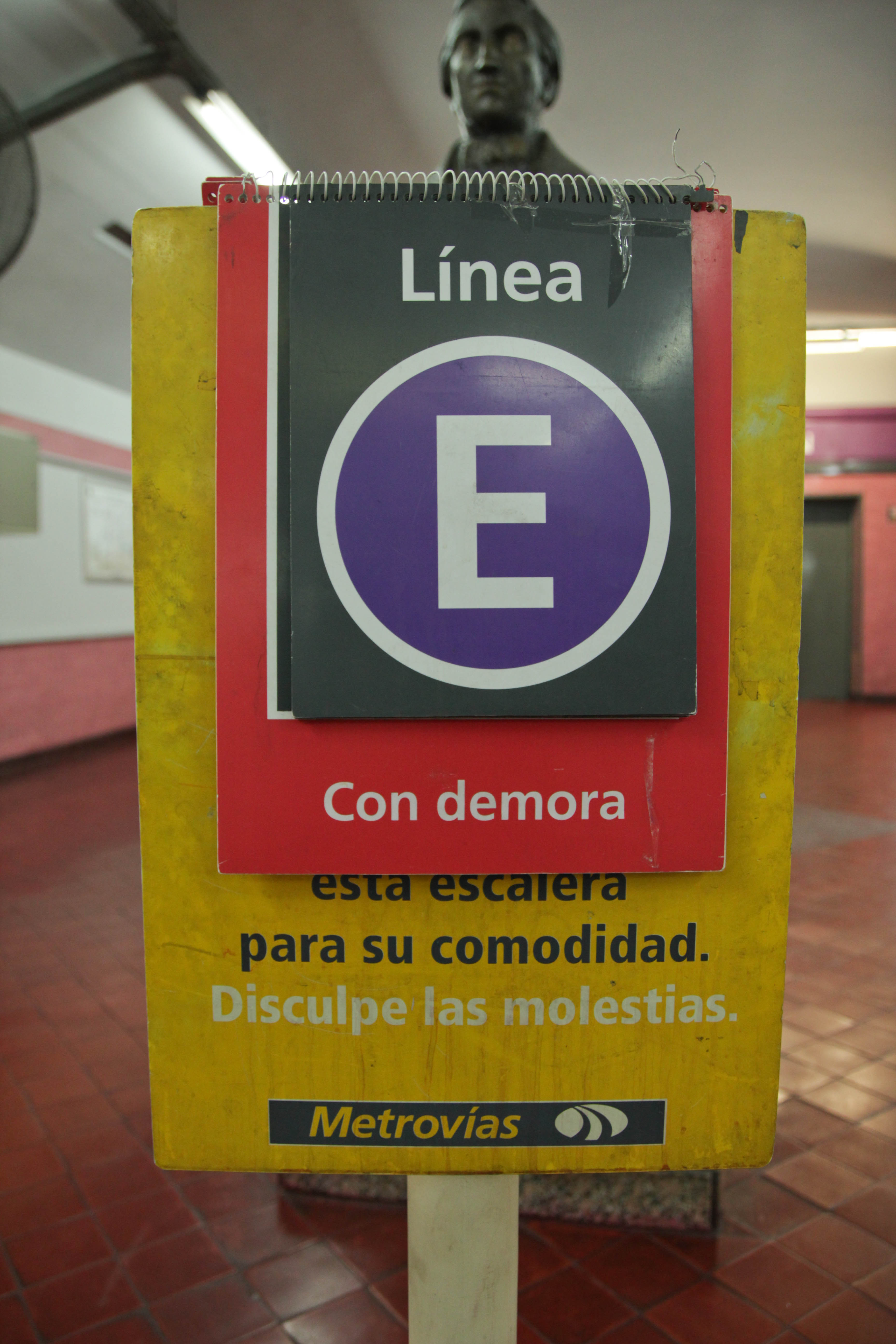
Cartel indicando que la línea E circula con demora.

En cuanto a accesibilidad para personas con movilidad reducida, esta tiene serias deficiencias: es la única línea de toda la red que carece de ascensores en casi toda su traza —la excepción son las estaciones inauguradas en 2019— y además una de sus cabeceras (Plaza de los Virreyes-Eva Perón) tampoco tiene escalera mecánica.

Las molestias y quejas de los pasajeros son tales que se han organizado a través de redes sociales para compartir las experiencias de viaje.
Hay planes de extender la línea una estación hacia el oeste de Plaza de los Virreyes para llegar a la Terminal de Ómnibus Dellepiane que se encuentra en el barrio de Flores en cercanías de los límites con los barrios de Parque Avellaneda y Villa Soldati.Aún no hay precisiones sobre el inicio de las obras para construir la extensión ni su ubicación exacta, pero en 2016 el entonces jefe de Gobierno porteño, Horacio Rodríguez Larreta, había mostrado interés en el proyecto.

## Imágenes

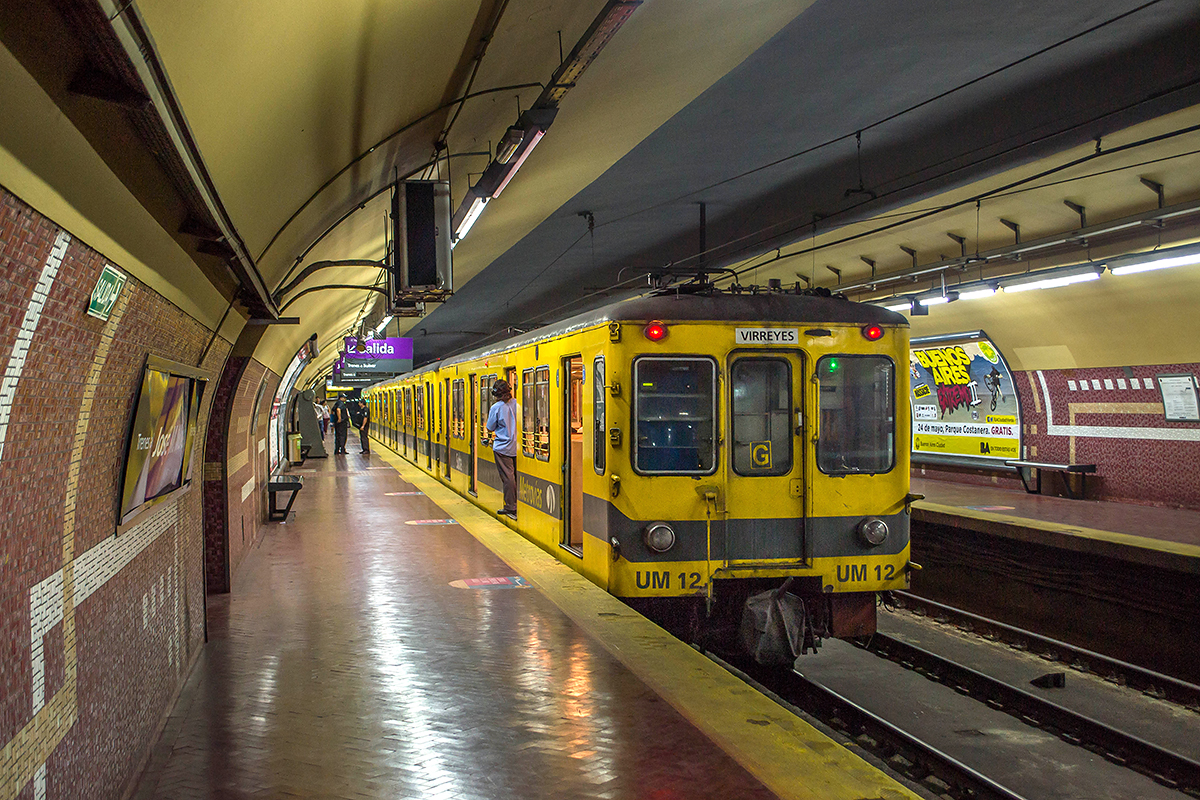
Coche CAF/General Eléctrica Española de la línea E.
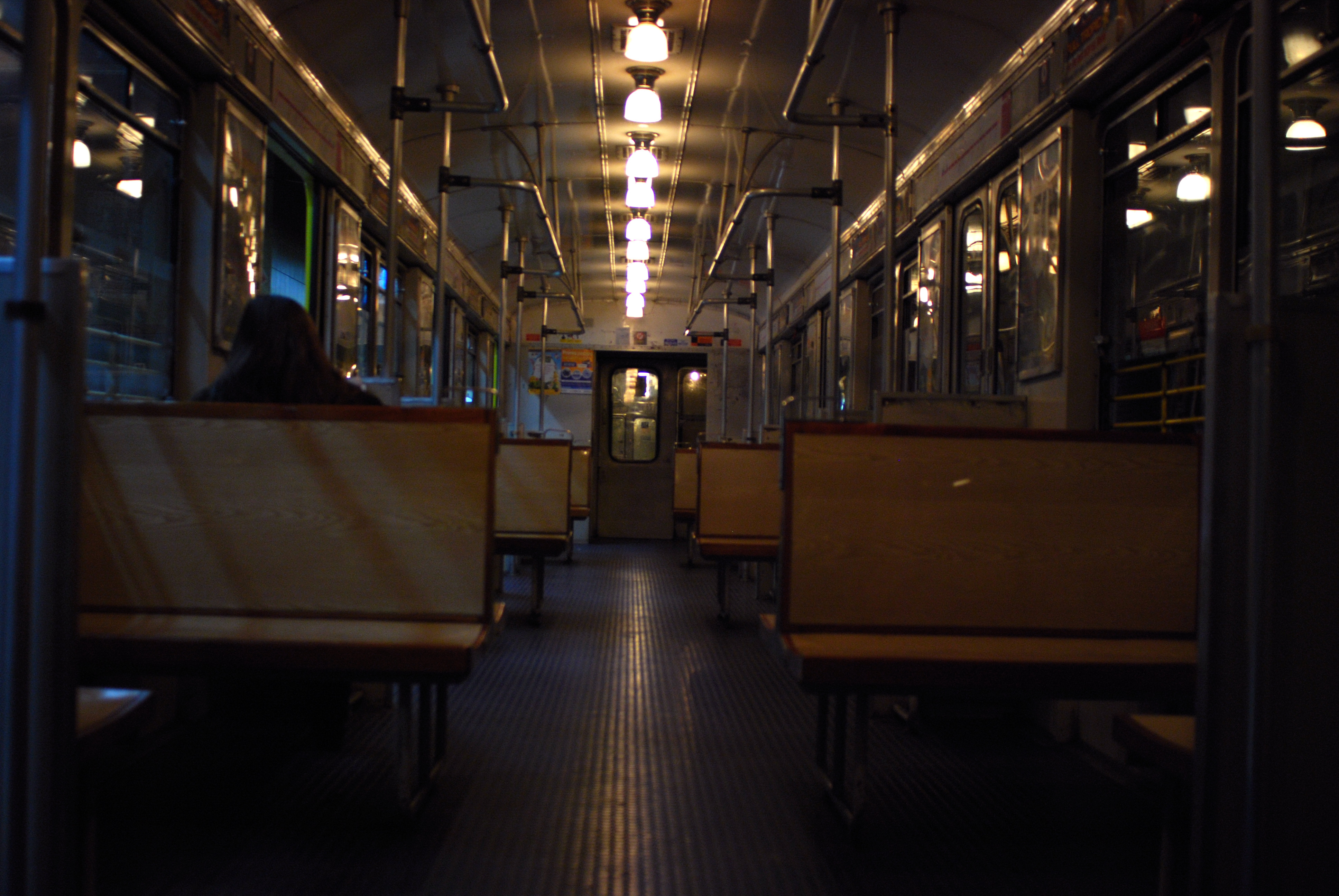
Interior de los coches CAF.
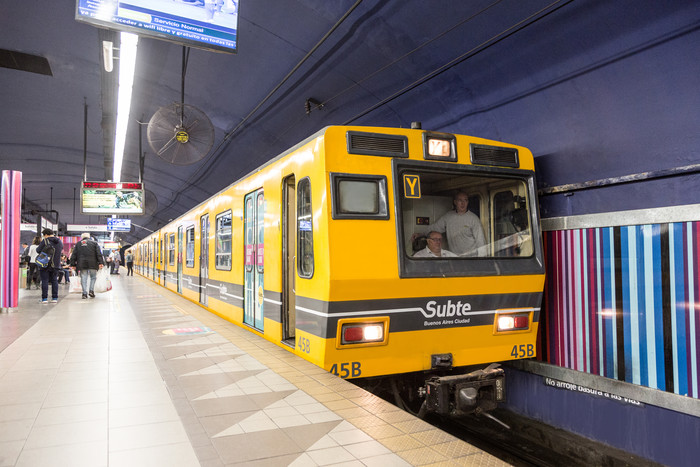
Coche Fiat-Materfer de la línea E.
Mapa que muestra en amarillo el recorrido original de la línea para 1955.
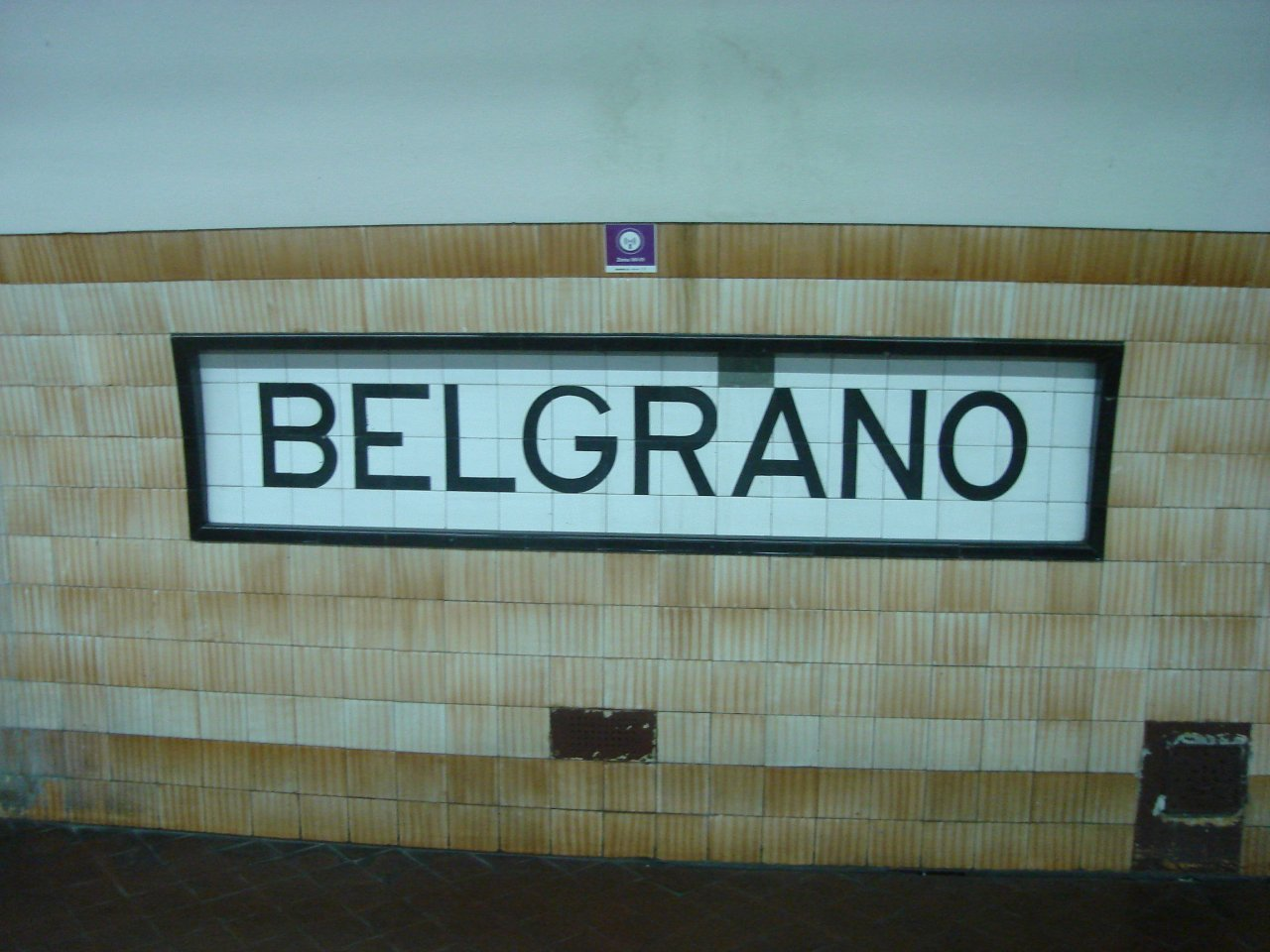
Nomenclador original en la estación Belgrano.